# Centralni bantu jezici zone H
Centralni bantu jezici zone H (privatni kod: cnbu) skupina od (22) centralnih bantu jezika iz Konga, Demokratske Republike Kongo, Angole i Srednjoafričke Republike. Predstavnici su:
a. Hungana (H.40) (1): hungana [hum];
b. Kongo (H.10) (10): beembe, doondo, kaamba, kongo (2 jezika: kongo ili koongo, san salvadorski kongo), kunyi, laari, suundi, vili, yombe;
c. Mbundu (H.20) (4): bolo, mbundu, nsongo, sama;
d. Yaka (H.30) (7): lonzo, mbangala, ngongo, pelende, sonde, suku, yaka;

## Vanjske poveznice
- Ethnologue (14th)
- Ethnologue (15th)